# Noisy-le-Sec
Noisy-le-Sec je francouzské město ve východní části metropolitní oblasti Paříže v departmentu Seine-Saint-Denis, region Île-de-France.

## Název
Jméno města je odvozeno z latinského nucetum (místo, kde rostou ořechy). Druhá část názvu odkazuje na suchou půdu bez zdroje vody.

## Geografie
Sousední obce: Bondy, Bobigny, Romainville, Montreuil a Rosny-sous-Bois.
Městem prochází Canal de l'Ourcq.

## Vývoj počtu obyvatel
Počet obyvatel

## Doprava
Noisy-le-Sec je dostupné linkou RER E, tramvají T1 a autobusy RATP číslo 102, 105, 143, 145, 147, 301, 322.

## Osobnosti města
- Henri Moissan (1852–1907), chemik, nositel Nobelovy ceny
- Jean Delannoy (1908–2008), režisér
- Achiam (1916–2005), sochař
- Vanessa Demouy (* 1973), herečka

## Partnerská města
- Arganda del Rey, Španělsko
- Djéol, Mauritánie
- South Tyneside, Velká Británie